# Soelteria
Soelteria is een monotypisch geslacht van spinnen uit de  familie van de Thomisidae (krabspinnen).

## Soort
- Soelteria nigra Dahl, 1907